# بایی
بایی روستایی در دهستان اشتین بخش بالا ولایت شهرستان باخرز استان خراسان رضوی ایران است.

## جمعیت
بر پایه سرشماری عمومی نفوس و مسکن در سال ۱۳۹۵ جمعیت این مکان ۴۱۹ نفر (۱۱۱خانوار) بوده‌است.